# آمبوهیماهاسوآ
آمبوهیماهاسوآ (به لاتین: Ambohimahasoa) یک منطقهٔ مسکونی در ماداگاسکار است که در ناحیه آمبوهیماهاسوآ واقع شده‌است. آمبوهیماهاسوآ ۱۱٬۶۰۶ نفر جمعیت دارد.